# Dimerina strychni
Dimerina strychni är en svampart som först beskrevs av Henn., och fick sitt nu gällande namn av Ferdinand Theissen 1912. Dimerina strychni ingår i släktet Dimerina och familjen Pseudoperisporiaceae.   Inga underarter finns listade i Catalogue of Life.